# Red de Universidades Anáhuac
La Red de Universidades Anáhuac (Anáhuac Universities Network en idioma inglés), es un conjunto de instituciones de educación superior de carácter católico e impulsadas por la congregación de los Legionarios de Cristo y la federación Regnum Christi. Estas instituciones comparten el modelo educativo Anáhuac de formación integral, perteneciendo a su vez a la Regnum Christi International Universities.

## Historia
La Universidad Anáhuac se fundó en el año de 1964 como pieza fundamental dentro del proyecto educativo de la congregación de los Legionarios de Cristo. Su objetivo era «elevar la condición humana y social de los hombres y mujeres de México mediante una formación integral».
La universidad inició sus actividades en una residencia particular ubicada en Lomas Virreyes de Ciudad de México, contando apenas con 48 alumnos en dos carreras: Administración de Empresas y Economía. Bajo la rectoría del P. Faustino Pardo L.C., en los siguientes años abrió: Psicología y Ciencias Humanas en 1965, y Arquitectura y Derecho en 1966. En este tiempo, con la ayuda de empresarios mexicanos, se inició la construcción de las nuevas instalaciones en Lomas Anáhuac.
El año de 1968 se graduó la primera generación de egresados de la universidad, coincidiendo con la inauguración del nuevo campus el día 4 de junio. En el año de 1981, el Gobierno de México otorga a la universidad el Derecho de Autonomía y Validez Oficial de Estudios. Ese mismo año nace la Universidad Anáhuac México Sur, la cual ofrecía las carreras de Administración de Empresas, Administración Turística, Diseño Gráfico, Ingeniería Industrial y Relaciones Industriales. Un año más tarde surgieron Actuaría, Ingeniería Eléctrica e Ingeniería Electrónica.
En el año 2006, la Secretaría de Educación Pública (SEP) otorgó el reconocimiento a la Universidad Anáhuac México Norte como Institución de Excelencia Académica, y en 2007 la Universidad Anáhuac México Sur recibió la misma distinción.
En 2022, Universidad Anáhuac tuvo 35,657 matriculados, de los cuales 43.5%  (15.5k) fueron hombres y 56.5% (20.2k) fueron mujeres.

## Universidades
La Red de Universidades Anáhuac está integrada por las siguientes instituciones:
| Año de incorporación | Universidades Asociadas                                                                    |
| 1964                 | Universidad Anáhuac México - Campus Norte                                                  |
| 1974                 | Instituto de Estudios Superiores de Tamaulipas                                             |
| 1981                 | Universidad Anáhuac México - Campus Sur                                                    |
| 1984                 | Universidad Anáhuac Mayab                                                                  |
| 1992                 | Pontificio Instituto Teológico Juan Pablo II para las Ciencias del Matrimonio y la Familia |
| 1993                 | Universidad Anáhuac Veracruz - Campus de Xalapa                                            |
| 2000                 | Universidad Anáhuac Cancún                                                                 |
| 2000                 | Universidad Anáhuac Oaxaca                                                                 |
| 2003                 | Universidad Anáhuac Puebla                                                                 |
| 2005                 | Universidad Anáhuac Querétaro                                                              |
| 2021                 | Universidad Anáhuac Veracruz - Campus Córdoba-Orizaba                                      |